# Patti Austin
Patti Austin (Nova Iorque, 10 de agosto de 1950), é uma cantora americana de jazz e R&B e ganhadora do Grammy.

## Carreira
Patti fez sua estreia no Apollo Theater aos quatro anos e teve um contrato com a RCA Records quando tinha apenas cinco. Quincy Jones e Dinah Washington proclamaram-se padrinhos de Austin.
No final da década de 1960 Austin foi uma prolífica cantora de estúdio e de jingles. Durante a década de 1980, fez parte do selo de Quincy Jones, a Qwest Records, começando nesse momento a fase na qual teve mais sucessos. Ela conseguiu emplacar vinte canções de R&B entre 1969 e 1991, obtendo sucesso nas paradas de Hot Dance Music/Club Play, com a canção que atingiu o topo em 1981, "Do You Love Me?" / "The Genie".
O álbum que continha essa canção, Every Home Should Have One, também produziu seu maior sucesso com o grande público.  "Baby, Come To Me", um dueto com James Ingram, inicialmente obteve a posição 73 no Hot 100 no início de 1982.  Após ser posta como o tema romântico numa das tramas da soap opera General Hospital, a canção reentrou nas paradas em outubro daquele ano, atingindo o topo em fevereiro de 1983.  A canção recebeu um disco de ouro, certificado pela RIAA. Mais tarde, Austin reunir-se-ia novamente com Ingram em "How Do You Keep The Music Playing".
Naqule ano, a música "It's Gonna Be Special" foi colocada na trilha sonora do filme estrelado por Olivia Newton-John e John Travolta, Two of a Kind.  Embora o filme não tenha sido um grande sucesso esperado por seus realizadores, contendo os mesmos protagonistas de Grease, a trilha sonora recebeu um disco de platina e a canção de Austin, produzida por Quincy Jones, tornou-se um dos maiores sucessos de sua carreira. "It's Gonna Be Special" atingiu a 5ª posição nas paradas de Dance, a 15ª nas de R&B e ficou no Hot 100 de 1984.  A canção também apareceu no álbum epônimo daquele ano e a sua sequência, "Rhythm of the Streets", remixada por John "Jellybean" Benitez, quase atingiu o "Dance Top Ten" da Billboard, não obstante tenha atingido posição mais alta nas paradas de Hi-NRG. As duas canções foram reunidas num álbum single. "Rhythm of the Streets" foi o primeiro vídeoclipe de Patti Austin.
Austin lançou seu terceiro álbum em três anos, intitulado "Gettin' Away With Murder". Adicionalmente à faixa-título, ela teve mais dois singles, "Honey For The Bees" e "The Heat of Heat". Produzido por Jimmy Jam e Terry Lewis, conhecidos por seu trabalho posterior com Janet Jackson, a última faixa trouxe novamente Austin ao Top 15 das paradas de R&B pela última até hoje.  Também seria sua última colocação no Hot 100 até agora, ainda que ela tenha conseguido colocar um sucesso no Top-5 com o single "Reach", que apareceu originalmente no seu CD de 1994, "That Secret Place".
Em seguida, ela apareceu com Jeff Bridges e Joan Allen num filme dirigido por Francis Ford Coppola, "Tucker: The Man and his Dream", em 1988. Naquele ano, Austin lançou The Real Me, uma coleção de standards que lhe garantiu a primeira de várias vezes no Top 10 da parada de álbuns de Jazz.
Ela cantou um dueto com Michael Jackson: "It's the Falling in Love" no álbum dele: Off the Wall. Outros companheiros de duetos foram George Benson ("Moody's Mood for Love" e "Keep Your Dreams Alive") e Luther Vandross ("I'm Gonna Miss You In The Morning"). Em 1985 ela cantou como vocalista principal em uma colaboração com seu produtor Narada Michael Walden e a canção "Gimme, Gimme, Gimme", atingiu o Top 40 nas paradas de R&B.
Em 1991, ela gravou o dueto "You Who Brought Me Love" com Johnny Mathis, que recebeu o elogio da crítica. Nesse mesmo ano, ela foi convidada para um especial televisivo de Johnny Mathis transmitido em toda a América do Norte.
Austin liderou um novo grupo de Raelettes para o álbum de 2006 Ray Charles + Count Basie Orchestra = Genius². Durante uma entrevista em 2007, promovendo seu último álbum, Patti Austin refletiu sobre o quanto ela relutantemente foi a um dos últimos concertos de Judy Garland e sobre como a experiência a ajudou a focar sua carreira, declarando que "ela (Judy Garland) mexeu com meu coração. Eu queria interpretar uma canção daquele jeito, para apresentar quem eu era naquele momento através da letra".
Em 2008, cinquenta e três anos após receber seu primeiro contrato, Patti Austin recebeu seu primeiro Grammy, ganhando o prêmio pelo Melhor Álbum de Jazz Vocal por "Avant Gershwin" na festa do 50º Grammy Awards. O prêmio pela sua nona indicação naquela categoria.
Ela disse ao repórter Jim Newsom do Portfolio Weekly em 2006 "Eu perdi 140 libras (63,5kg)". "Eu implantei um marca-passo gástrico há um ano e meio e minha vida foi salva por isto". "Eu fui ao médico para outro problema: no menisco em meu joelho. Ele disse, você tem que perder esse peso, você tem diabete tipo II, asma e está na menopausa, você tem que se livrar desse peso - e rápido. É a melhor coisa que você pode fazer para resolver isso".

## Discografia

### Álbuns
- 1976: End Of A Rainbow  US #- (Jazz:31)
- 1977: Havana Candy US: 116
- 1979: Live At The Bottom Line (relançado em 1991) US #- (Jazz: 33)
- 1980: Body Language US #- (Jazz albums: 28, Black albums: 62)
- 1981: Every Home Should Have One US: 36 (Jazz albums: 9, Black albums: 16), UK: 99
- 1984: Patti Austin US: 87
- 1985: Gettin' Away With Murder US: 182 (R&B: 25)
- 1988: The Real Me US #- (Jazz albums #7, R&B: 56)
- 1990: Love Is Gonna Getcha US #93 (Jazz albums: 4, R&B: 45)
- 1991: Carry On US #- (Jazz: 13, R&B: 75)
- 1992: Live US #- (Jazz: 20)
- 1994: That Secret Place US #- (Jazz: 12)
- 1996: Jukebox Dreams (somente no Japão, faixas semelhantes a In & Out Of Love)
- 1998: In & Out Of Love US #-
- 1998: Street Of Dreams (Coreia do Sul e Japão, lançado nos EUA em 1999)
- 2001: On The Way To Love US #- (Jazz: 21)
- 2002: For Ella (also Japanese issue with bonus track) US #- (Jazz albums: 7)
- 2007: Avant Gershwin US #- (Jazz: 5)

### Compilações
- 1983: In My Life US #-
- 1994: The Best Of Patti Austin
- 1995: The Ultimate Collection
- 1999: The Best of Patti Austin (Japão)
- 1999: Take Away The Pain Stain (França)
- 2000: The CTI Collection
- 2001: The Very Best Of Patti Austin
- 2002: Collection
- 2003: Baby Come To Me And Other Hits
- 2007: Intimate Patti Austin

## Singles
| Ano  | Single                                                | Posição mais alta | Posição mais alta | Posição mais alta | Posição mais alta | Álbum                                          |
| Ano  | Single                                                | US R&B            | US Hot 100        | US A.C            | US Dance          | Álbum                                          |
| ---- | ----------------------------------------------------- | ----------------- | ----------------- | ----------------- | ----------------- | ---------------------------------------------- |
| 1969 | "The Family Tree"                                     | 45                | -                 | -                 | -                 | -                                              |
| 1977 | "Say You Love Me"                                     | 63                | -                 | -                 | -                 | End of a Rainbow                               |
| 1978 | "Love, I Never Had It So Good"                        | 60                | -                 | -                 | -                 | Sounds...And Stuff Like That!                  |
| 1978 | "We're In Love"                                       | 90                | -                 | -                 | -                 | Havana Candy                                   |
| 1980 | "Body Language"                                       | 45                | -                 | -                 | -                 | Body Language                                  |
| 1980 | "Do You Love Me?" / "The Genie"                       | 24                | -                 | -                 | 1                 | Every Home Should Have One                     |
| 1982 | "Razzamatazz"                                         | 17                | -                 | -                 | -                 | Every Home Should Have One                     |
| 1982 | "Every Home Should Have One"                          | 55                | 62                | 24                | -                 | Every Home Should Have One                     |
| 1983 | "Baby, Come to Me" (c/ James Ingram)                  | 9                 | 1                 | 1                 | -                 | Every Home Should Have One                     |
| 1983 | "How Do You Keep the Music Playing" (c/ James Ingram) | 6                 | 45                | 5                 | -                 | Duets                                          |
| 1983 | "In My Life"                                          | 92                | -                 | -                 | -                 | In My Life                                     |
| 1984 | "It's Gonna Be Special"                               | 15                | 82                | -                 | 5                 | Patti Austin Two of a Kind original soundtrack |
| 1984 | "Rhythm of the Street"                                | -                 | -                 | -                 | 11                | Patti Austin                                   |
| 1984 | "Shoot the Moon"                                      | 49                | -                 | -                 | 16                | Patti Austin                                   |
| 1985 | "Honey for the Bees"                                  | 24                | -                 | -                 | 6                 | Gettin' Away With Murder                       |
| 1985 | "Gettin' Away With Murder"                            | 72                | -                 | -                 | -                 | Gettin' Away With Murder                       |
| 1986 | "The Heat of Heat"                                    | 13                | 55                | -                 | 14                | Gettin' Away With Murder                       |
| 1990 | "Through the Test of Time"                            | 60                | -                 | 9                 | -                 | Love Is Gonna Get Cha                          |
| 1991 | "Givin' Into Love"                                    | 55                | -                 | -                 | -                 | Carry On                                       |
| 1994 | "Reach"                                               | -                 | -                 | -                 | 4                 | That Secret Place                              |